# Bušovice
Bušovice (německy Buschowitz) jsou obec v okrese Rokycany v Plzeňském kraji. Leží zhruba sedm kilometrů severozápadně od Rokycan v nadmořské výšce kolem 380 m. Žije zde 635 obyvatel.

## Historie
První písemná zmínka o Bušovicích (Buseuicih) pochází z roku 1115, kdy zde měl popluží kladrubský klášter. Osada obce, Sedlecko, má kořeny kolem roku 1181, kdy měla být založena rytířem Číčem ze Železnice. V jižní části katastrálního území Bušovic bývala vesnice Kokotsko, která zanikla za husitských válek, a připomíná ji dnes jen pomístní jméno kopce a lesa.
Nejvíce pramenů je z období, kdy byla v Bušovicích založena čtyřtřídka v roce 1827. Později i vlastní chudobinec nebo kovárna. Nejvýznamnějším mezníkem pro obec bylo postavení železniční zastávky v roce 1908, ale první vlak tu projel už v roce 1863. A v roce 1927 byla v Bušovicích dokončena elektrifikace. Od počátku 20. století se ve skalách pod Sedleckem těžila břidlice coby surovina pro přípravu kyseliny sírové (vitriolu). Dodnes jsou patrné zbytky zavalených štol směrem k řece.

## Obyvatelstvo
| Rok            | 1869 | 1880 | 1890 | 1900 | 1910 | 1921 | 1930 | 1950 | 1961 | 1970 | 1980 | 1991 | 2001 | 2011 | 2021 |
| -------------- | ---- | ---- | ---- | ---- | ---- | ---- | ---- | ---- | ---- | ---- | ---- | ---- | ---- | ---- | ---- |
| Počet obyvatel | 697  | 689  | 712  | 676  | 778  | 779  | 793  | 786  | 720  | 673  | 589  | 514  | 521  | 562  | 643  |
| Počet domů     | 115  | 118  | 119  | 116  | 121  | 126  | 161  | 230  | 203  | 210  | 185  | 204  | 211  | 230  | 258  |

## Obecní správa

### Části obce
Obec sestává ze tří částí: vlastní vesnice Bušovice a dvou menších vesnic Sedlecko a Střapole, položených od Bušovic asi 1½ km severně, respektive severovýchodně. Zatímco části Bušovice a Střapole měly každá odpovídající stejnojmenné katastrální území, část Sedlecko se až do roku 2013 poněkud kuriózně nacházela na katastrálním území sousední obce Smědčice. Tato skutečnost měla důvody historické; až do poloviny 20. století Sedlečko tvořilo součást Smědčic a vlastní katastrální území nikdy nemělo. Teprve v roce 2009 obě obce uzavřely smlouvu o rozdělení katastrálního území Smědčice a k její realizaci došlo o čtyři roky později.
(údaje ze sčítání lidu 2001; celkem 211 domů a 521 obyvatel)
- Bušovice (k. ú. Bušovice, rozloha 6,60 km²; 123 domů, 296 obyvatel)
- Sedlecko (k. ú. Sedlecko, rozloha 0,9 km²; 55 domů, 151 obyvatel)
- Střapole (k. ú. Střapole, rozloha 3,74 km²; 33 domů, 74 obyvatel)

V letech 1960–1990 k obci patřily i Smědčice spolu se Sedleckem (Smědčice se, již bez Sedlecka, opět osamostatnila k 24. listopadu 1990) a Všenice.

### Obecní symboly
Znak a vlajka byly obci uděleny rozhodnutím předsedy Poslanecké sněmovny Parlamentu České republiky dne 22. ledna 2001.

## Pamětihodnosti
- Na návsi stojí bušovický zámek postavený rodem Vidršpergárů podle plánů architekta Jakuba Augustona těsně před rokem 1710.[9] Od roku 1827 do roku 1977 byla v zámku čtyřtřídní škola. Nyní je zde umístěn archiv Studijní a vědecké knihovny Plzeň.[10]
- Usedlost čp. 34
- Hradiště a mohylové pohřebiště Na hradišti